# Cruithne (planetoïde)

Baanresonantie van Cruithne en de Aarde om de Zon

De boonvormige baan van Cruithne gezien vanuit de Aarde

(3753) Cruithne (of 1986 TO) is een planetoïde die vrijwel dezelfde omlooptijd heeft als de Aarde en daarin in een vorm van baanresonantie gestabiliseerd wordt door de invloed van de zwaartekracht van de Aarde. Het object is in oktober 1986 ontdekt. Het heeft een diameter van ongeveer 2,1 kilometer en kan niet met het blote oog vanaf de Aarde worden gezien. (3753) Cruithne is genoemd naar een koning van de Picten.
In 1997 heeft men ontdekt dat de jaarlijkse baan van Cruithne vanuit de Aarde gezien boonvormig is (zie bijgaande afbeeldingen). Deze boonvormige baan volgt daarbij een hoefijzervormig patroon en doet er ongeveer 770 jaar over om dit patroon te voltooien. Het object wordt daarom ook weleens 'de tweede maan van de Aarde' genoemd (een misleidende benaming, aangezien Cruithne geen natuurlijke maan van de Aarde is).
De gangbare theorie is dat de ons bekende Maan is ontstaan doordat de Aarde botste met Theia, een object ongeveer even groot als Mars. Cruithne heeft een andere ontstaansgeschiedenis. Zij is in feite een planetoïde die niet een baan om de Aarde volgt, maar een baan om de Zon die qua omlooptijd gemiddeld gelijk is aan de baan van de Aarde. De baan van Cruithne is echter meer elliptisch. Door de combinatie van krachten die vanuit de Zon en de Aarde op Cruithne werken, volgt haar baan een hoefijzervormig patroon ten opzichte van de Aarde. Deze combinatie van krachten zorgt ervoor dat Cruithne voorlopig niet uit de invloedssfeer van de Aarde kan ontsnappen, maar ook dat ze niet te dicht in de buurt van de Aarde kan komen. Men verwacht dat zij nog minstens 5000 jaar in de baan van de Aarde zal blijven meedraaien.
Deze situatie is 'baantechnisch' enigszins te vergelijken met die van de Lagrangepunten, en de Trojanen van Jupiter.
Inmiddels zijn er ook drie andere, nog kleinere, planetoïden met een gelijksoortige "zwaartekrachtsrelatie" met de Aarde ontdekt. Deze hebben de voorlopige aanduidingen 1998 UP1, 2000 PH5 en 2002 AA29.

## Uitleg baan
Een ietwat vereenvoudigde uitleg van hoe de baan verloopt is de volgende:
1. Cruithne bevindt zich in een baan die gemiddeld iets kleiner is dan die van de Aarde, hierdoor loopt ze gemiddeld iets sneller dan de Aarde en zal langzaam vooruitlopen op de Aarde. De vanuit de Aarde gezien boonvormige baan komt dus na een jaar niet exact op dezelfde plaats uit, maar zal iets op de aardbaan vooruit lopen. Na 385 jaar is de baan zover vooruit geschoven dat ze de Aarde van achteraf weer nadert.
2. Als ze de Aarde bijna inhaalt krijgt ze door de zwaartekracht van de Aarde een 'zetje' van ongeveer een half miljoen kilometer waardoor ze naar een baan verschuift die iets groter en langzamer is dan die van de Aarde. Hierdoor gaat ze weer achterlopen. De Aarde zelf ondergaat door dit 'zetje' overigens ook een verwaarloosbaar kleine baanverandering van hooguit een paar centimeter.
3. Als de Aarde (na nog eens 385 jaar) bijna een hele baan heeft ingehaald krijgt Cruithne weer een zetje naar binnen zodat ze weer in de kleinere en snellere baan terechtkomt en begint ze weer vooruit te lopen op de aardbaan.